# Katherine Dienes
Katherine Dienes (nacida en 1970) es una organista, directora y compositora neozelandesa. 
Actualmente es Organista y Maestro de Coro en la catedral de Guildford.  Fue la primera mujer en obtener un puesto musical senior en una catedral de la Iglesia de Inglaterra. Su marido es Patrick Williams  - bibliotecario de la Royal Phillharmonic Orchesta, y tienen una hija, Hannah, que actualmente pertenece al coro de la catedral de Guildford.

## Educación y carrera profesional
Dienes nació y se educó en Wellington, Nueva Zelanda, y estudió  lenguas modernas en la Universidad de la Reina Victoria en Wellington.  Fue becaria de órgano en la catedral de San Pablo de Wellington de 1988 a 1991 cuándo fue nombrada organista ayudante. También ha actuado como director ayudante del Coro Joven de Wellington e intervino como solista con la Joven Orquesta de Wellington.
Dienes llegó a Inglaterra en 1991 para ocupar el puesto de investigador de órgano en la Catedral de Winchester y organista ayudante en la Universidad de Winchester.

## Nombramientos

### Iglesia colegial de Santa María, Warwick
Dienes fue nombrada directora de música en Santa María, Warwick, en 2001 dónde dirigió y entrenó el coro de hombres y niños, el coro de niñas, y Collegium, un coro de concierto de adultos radicado en la iglesia. Con los coros de Santa María hizo una grabación de música de Adviento y Navidad, Una Rosa Inmaculada, en Regent Records (REG CD 236).

### Catedral de Guildford
En septiembre de 2007, Dienes fue nombrada organista y maestro de los coristas en la catedral de Guildford. Tomó posesión en enero de 2008, sucediendo a Stephen Farr y siendo la primera mujer en obtener el puesto senior de música en una catedral de la Iglesia de Inglaterra.

## Composiciones
Dienes ha compuesto numerosas obras sacras, principalmente para voces altas, así como algunas composiciones seculares. Le fue encomendado escribir una misa por encargo de la catedral de Norwich.
Treble Clef Press Music publicó su música como sigue:
- Adam Lay I-bounden
- Ave Maria
- Ave Verum
- Cánticos del Padre Julius (Magnificat, Nunc Dimittis)
- Magnificat "Regina coeli" con antífona para Pascua
- Noche de Paz (versión para coro y órgano)

## Discografía
- Una Rosa Inmaculada, de Adviento a Epifanía, en Santa María, Warwick, con los coros de Santa María, Warwick, para Regent Records, REGCD236

## Recepción crítica
El Washington Post , comentando Canciones para Hannah, destacó "Alegría y regocijo, naturalmente, pueden ser subjetivos. Los textos de Hannah son bastante severos:  hay multitud de los malvados desaparecerán en las tinieblas y Los rivales del Señor quedan aterrados. Pero la música de (Dienes-Williams) era luminosa, con ritmos insistentes y un sentimiento encantador algo antiguo."
John W. Lambert, comentando la visita del Coro de la Catedral de Guildford a Raleigh, NC durante su tour por la costa Este de EE. UU., observó que Dienes-Williams "tiene una enorme y generalmente favorable reputación entre los músicos de iglesia." El continua diciendo que su reputación era "profusamente merecida"; que era una "directora altamente animada , y que promovió algunos de los más notables "coros de iglesia” que se hayan oído cantar durante mucho tiempo." Un motete de Haydn "dejó a muchos miembros de la audiencia sobrecogida."